# 女神の誓い
女神の誓い（めがみのちかい The Oathbound ）は、アメリカの小説家マーセデス・ラッキーによるファンタジー小説。シン=エイ=インの女戦士タルマと、魔法の剣<もとめ>を持つ女魔法使いケスリーの出会いと、2人がさまざまな困難を乗り越える様が描かれる。
本作と『裁きの門』は、ヴァルデマール年代記上はVOWS AND HONOR 二部作という位置づけだが、日本語訳はそのような体裁はとっていない。
主役の2人は戦う女性であり、強い絆で結ばれ共に生きる。彼女たちは性暴力のサバイバーであり、社会学者の高橋準は、本作のテーマはトラウマからの解放と女性同士の絆（シスターフッド）であると述べている。

## あらすじ
本作は小編『剣の誓い』と長編『女神の誓い』からなっているが、ストーリーは連続しているため、一つの長編として扱う。
交易帰りに野営していたシン=エイ=インのタレ=セイドゥリン一族が盗賊に襲われ、タルマを除き全滅し、タルマは盗賊たちに強姦される。奇跡的に一命を取り留めたタルマは何とか最寄の同族のもとへたどり着き、遊牧民が信じる女神に<血の復讐>を宣言する。女神に誓いが受け入れられ、カル=エネイドゥラルとなった。盗賊たちの本拠地を突き止めたタルマの前に、本来ならありえない、剣を帯びた魔法使い、ケスリーが助力を申し出た。ケスリーは魔剣＜もとめ＞を持つ代償として、近くで女性が助けを求めている場合は援助しなければならないという誓約を負っていたのである。
復讐を果たしたタルマと、タルマの<血の姉妹>となったケスリーはドゥリシャ平原に向かう。途中、ケスリーの生家のあるモーンデルスで、ケスリーは12歳で結婚させられた幼女愛者の夫と、安楽な生活のために彼女に結婚を強いた兄に対峙し、ひと悶着起きたがそれを乗り越え、平原に到着した。しかし、そこはもはやタルマが思い描いていたような平原ではなくなっていた。何もすることがないことが苦痛になった二人は<祈祷師>の言葉に従い、富と名声、タレ=セイドゥリン再興を求めて傭兵となる。

## 主要キャラクター
タルマ（タルマ・シェイナ・タレ=セイドゥリン）
タレ=セイドゥリンの最後の生き残り。カル=エネイドゥラル。鷹のような鋭い顔立ち。一族の誇る歌い手であったが、襲われたときに喉を痛め、カラスの鳴き声のようにしゃがれた声しか出せなくなった。歌い手であったが故、記憶力に優れ、また<祈祷師>から読み書きを習っていた。シン=エイ=インの例に漏れず優れた剣士であり騎手。
ケスリー（ケスリヴェリス）
魔法の剣<もとめ>を持つ<白き風>の魔法使い。ジュカサ国、モーンデルスの五十名家のひとつ、フェレグラル家の一女。金色の髪と緑の瞳。本作の時点では<修行者>魔法使い。タルマとシェイ=エネイドゥラ（血の姉妹）の誓いを結ぶ。
ワール
中性のキリー。ペラジール山脈で使い魔としてケスリーが呼び出したが、ワール自身の意思によりタルマと結びついた。
<二刀流>のジャスティン
宝石商組合に雇われている傭兵の一人。相棒のアイカンと共に宿で暇を潰しているところに、草原へ帰る途中のタルマとケスリーが立ち寄り、意気投合した。
<涸れ谷>のアイカン
ジャスティンの相棒。
ダルカーシュ
ある魔法使いにより誤って奈落界から召喚された魔物。タルマとケスリーにより一度は退けられたものの、二人が懲らしめた盗賊の執念から再び召喚された。
<長刀>のラステル
盗賊。生まれながらに心理魔法の力を持ち、誰にでも知り合いと思わせることができる。この力を利用し、隊商の護衛と盗賊の二束わらじを続けていたが、ケスリーに見破られる。